# نورث باي شور (نيويورك)
نورث باي شور (بالإنجليزية: North Bay Shore CDP, New York)‏ هي منطقة سكنية تقع بولاية نيويورك في الولايات المتحدة. تبلغ مساحتها 8.4 كم2، وترتفع عن سطح البحر 11 م، بلغ عدد سكانها 18,944 نسمة في عام 2010 حسب إحصاء مكتب تعداد الولايات المتحدة وتصل الكثافة السكانية فيها 2,255.2 نسمة لكل كيلومتر مربع (5,840.9/ميل2).

## التركيبة السكانية
حدّد مكتب تعداد الولايات المتحدة بيانات التركيبة السكانية لنورث باي شور في تعداد الولايات المتحدة. في ما يلي، التركيبة السكانية حسب تعدادي 2000 و2010.

### تعداد عام 2000
بلغ عدد سكان نورث باي شور 14,992 نسمة بحسب تعداد عام 2000، وبلغ عدد الأسر 3,794 أسرة وعدد العائلات 3,220 عائلة مقيمة في المنطقة السكنية. في حين سجلت الكثافة السكانية 1,784.8 نسمة لكل كيلومتر مربع (4,622.6/ميل2). وبلغ عدد الوحدات السكنية 3,992 وحدة بمتوسط كثافة قدره 475.2 لكل كيلومتر مربع (1,230.8/ميل2).
وتوزع التركيب العرقي للمنطقة السكنية بنسبة 48.49% من البيض و18.82% من الأمريكيين الأفارقة و0.63% من الأمريكيين الأصليين و2.04% من الأمريكيين ذوي الأصول الآسيوية و0.08% من سكان جزر المحيط الهادئ و23.29% من الأعراق الأخرى و6.66% من عرقين مختلطين أو أكثر و50.75% من الهسبانيون أو اللاتينيون من أي عرق.
بلغ عدد الأسر 3,794 أسرة كانت نسبة 55.3% منها لديها أطفال تحت سن الثامنة عشر تعيش معهم، وبلغت نسبة الأزواج القاطنين مع بعضهم البعض 59.4% من أصل المجموع الكلي للأسر، ونسبة 18.2% من الأسر كان لديها معيلات من الإناث دون وجود شريك،  بينما كانت نسبة 7.3% من الأسر لديها معيلون من الذكور دون وجود شريكة وكانت نسبة 15.1% من غير العائلات. تألفت نسبة 10.4% من أصل جميع الأسر من عدة أفراد يعيشون في نفس المنزل ونسبة 3.7% كانت تتألف من شخص يعيش بمفرده يبلغ من العمر 65 عاماً أو أكثر. وبلغ متوسط حجم الأسرة المعيشية 3.95، أما متوسط حجم العائلات فبلغ 3.98.
بلغ العمر الوسطي للسكان 30.6 عاماً. وكانت نسبة 29.7% من القاطنين تحت سن الثامنة عشر، وكانت نسبة 11% بين الثامنة عشر والرابعة والعشرين عاماً، ونسبة 33.7% كانت واقعةً في الفئة العمرية ما بين الخامسة والعشرين والرابعة والأربعين عاماً، ونسبة 18.6% كانت ما بين الخامسة والأربعين والرابعة والستين، ونسبة 6.9% كانت ضمن فئة الخامسة والستين عاماً فما فوق. يوجد لكل 100 أنثى 101.6 ذكر، ويوجد لكل 100 أنثى في الثامنة عشر من عمرها فما فوق 98.2 ذكر.
بلغ متوسط دخل الأسرة في المنطقة السكنية 55,779 دولارًا، أما متوسط دخل العائلة فبلغ 55,819 دولارًا. وكان متوسط دخل الذكور 31,124 دولارًا مقابل 25,186 دولارًا للإناث. وسجل دخل الفرد الخاص بالمنطقة السكنية 17,024 دولارًا. وكانت نسبة 7.1% من العائلات ونسبة 10.4% من السكان تحت خط الفقر، وكان من هؤلاء نسبة 14.3% تحت سن الثامنة عشر ونسبة 12.2% في الخامسة والستين من العمر وما فوق.

### تعداد عام 2010
بلغ عدد سكان نورث باي شور 18,944 نسمة بحسب تعداد عام 2010، وبلغ عدد الأسر 4,395 أسرة وعدد العائلات 3,724 عائلة مقيمة في المنطقة السكنية. في حين سجلت الكثافة السكانية 2,255.2 نسمة لكل كيلومتر مربع (5,840.9/ميل2). وبلغ عدد الوحدات السكنية 4,627 وحدة بمتوسط كثافة قدره 550.8 لكل كيلومتر مربع (1,426.6/ميل2).
وتوزع التركيب العرقي للمنطقة السكنية بنسبة 43.62% من البيض و18.33% من الأمريكيين الأفارقة و0.73% من الأمريكيين الأصليين و3.78% من الأمريكيين ذوي الأصول الآسيوية و0.05% من سكان جزر المحيط الهادئ و27.34% من الأعراق الأخرى و6.14% من عرقين مختلطين أو أكثر و64.98% من الهسبانيون أو اللاتينيون من أي عرق.
بلغ عدد الأسر 4,395 أسرة كانت نسبة 54.9% منها لديها أطفال تحت سن الثامنة عشر تعيش معهم، وبلغت نسبة الأزواج القاطنين مع بعضهم البعض 53.4% من أصل المجموع الكلي للأسر، ونسبة 20.3% من الأسر كان لديها معيلات من الإناث دون وجود شريك،  بينما كانت نسبة 11.1% من الأسر لديها معيلون من الذكور دون وجود شريكة وكانت نسبة 15.3% من غير العائلات. تألفت نسبة 9.9% من أصل جميع الأسر من عدة أفراد يعيشون في نفس المنزل ونسبة 3.3% كانت تتألف من شخص يعيش بمفرده يبلغ من العمر 65 عاماً أو أكثر. وبلغ متوسط حجم الأسرة المعيشية 4.30، أما متوسط حجم العائلات فبلغ 4.22.
بلغ العمر الوسطي للسكان 31.7 عاماً. وكانت نسبة 27.1% من القاطنين تحت سن الثامنة عشر، وكانت نسبة 11.1% بين الثامنة عشر والرابعة والعشرين عاماً، ونسبة 32.6% كانت واقعةً في الفئة العمرية ما بين الخامسة والعشرين والرابعة والأربعين عاماً، ونسبة 22% كانت ما بين الخامسة والأربعين والرابعة والستين، ونسبة 7.1% كانت ضمن فئة الخامسة والستين عاماً فما فوق. وتوزع التركيب الجنسي للسكان بنسبة 50.9% ذكور و49.1% إناث.